# Чори, Джоанн
Джоанн (Джоа́н) Чо́ри (англ. Joanne Chory; 19 марта 1955, Метьюэн, штат Массачусетс — 12 ноября 2024, Ла-Холья, штат Калифорния) — американский ботаник. Доктор философии (1984), профессор и директор лаборатории ботаники Salk Institute for Biological Studies, где трудилась с 1988 года, исследователь Howard Hughes Medical Institute (с 1997), а также адъюнкт-профессор биологии Калифорнийского университета в Сан-Диего (с 1999). Член Национальной академии наук США (1999) и Американского философского общества (2015), Леопольдины (2008), иностранный член Французской академии наук (2009) и Лондонского королевского общества (2011).
Лауреат престижной Премии за прорыв в области медицины 2018 года и других наград. В 2003 году была названа Scientific American в числе 50-ти лидеров — как исследователь в агрикультуре, а в 2016 году вошла в число наиболее цитируемых учёных мира Томсон Рейтер’s list of the World’s Most Influential Scientific Minds.
Её работы способствовали идентификации гормонов растений и пониманию того, как растения адаптируются к изменению климата.

## Биография
Джоан Чори родилась 19 марта 1955 года. У неё есть четыре брата и одна сестра. Окончила с отличием Оберлинский колледж (бакалавр биологии). Степень доктора философии по микробиологии получила в Иллинойсском университете в Урбане-Шампейне в 1984 году. В 1984—1988 годах постдок в Гарвардской медицинской школе. С 1988 г. в лаборатории ботаники Salk Institute for Biological Studies, в котором стала одним из первых ботаников: первоначально ассистент-профессор, с 1994 г. ассоциированный профессор, с 1998 года её директор. Также в 1992—1994 годах адъюнкт-ассистент-профессор, а с 1999 года адъюнкт-профессор кафедры биологии Калифорнийского университета в Сан-Диего. С 1997 года исследователь Howard Hughes Medical Institute.
В качестве модельного организма использует Arabidopsis thaliana. Согласно Google Scholar, её публикации цитировались более 60 тыс. раз, а h-index = 124.
Член редколлегий Cell и Genes & Development. Член Американской академии искусств и наук (1998). С 2005 года феллоу Американской ассоциации содействия развитию науки. С 2006 года ассоциированный член EMBO.
Чори умерла от осложнений болезни Паркинсона в Ла-Холье, штат Калифорния, 12 ноября 2024 года в возрасте 69 лет.

## Награды
- William O. Baker Award for Initiatives in Research[англ.] (1994)
- Charles Albert Schull Award, Американское общество биологов растений (1995)
- Премия Л’Ореаль — ЮНЕСКО «Для женщин в науке» (2000)
- Kumho Science International Award in Plant Molecular Biology and Biotechnology (2004)
- Genetics Society of America Medal[англ.] (2012)
- Премия за прорыв в области медицины (2018)[6]
- Премия Грубера по генетике (2018)
- Премия принцессы Астурийской (2019, совместно с Сандрой Диас)[9]
- Pearl Meister Greengard Prize[нем.] (2020)
- Медаль Бенджамина Франклина (2024)